# Splitska vrata
Splitska vrata (hrvaško: Splitska vrata) so ožina v Jadranskem morju med dalmatinskima otokoma Šolto in Bračem, poimenovana po mestu Split, do katerega vodijo. Ožina je dolga 1 navtično miljo (1,9 km; 1,2 mi) in široka približno 800 metrov. Neposredno severno od ožine leži vodni kanal, znan kot Splitski kanal. V ožini se nahaja otoček Mrduja.